# Протитанкова граната

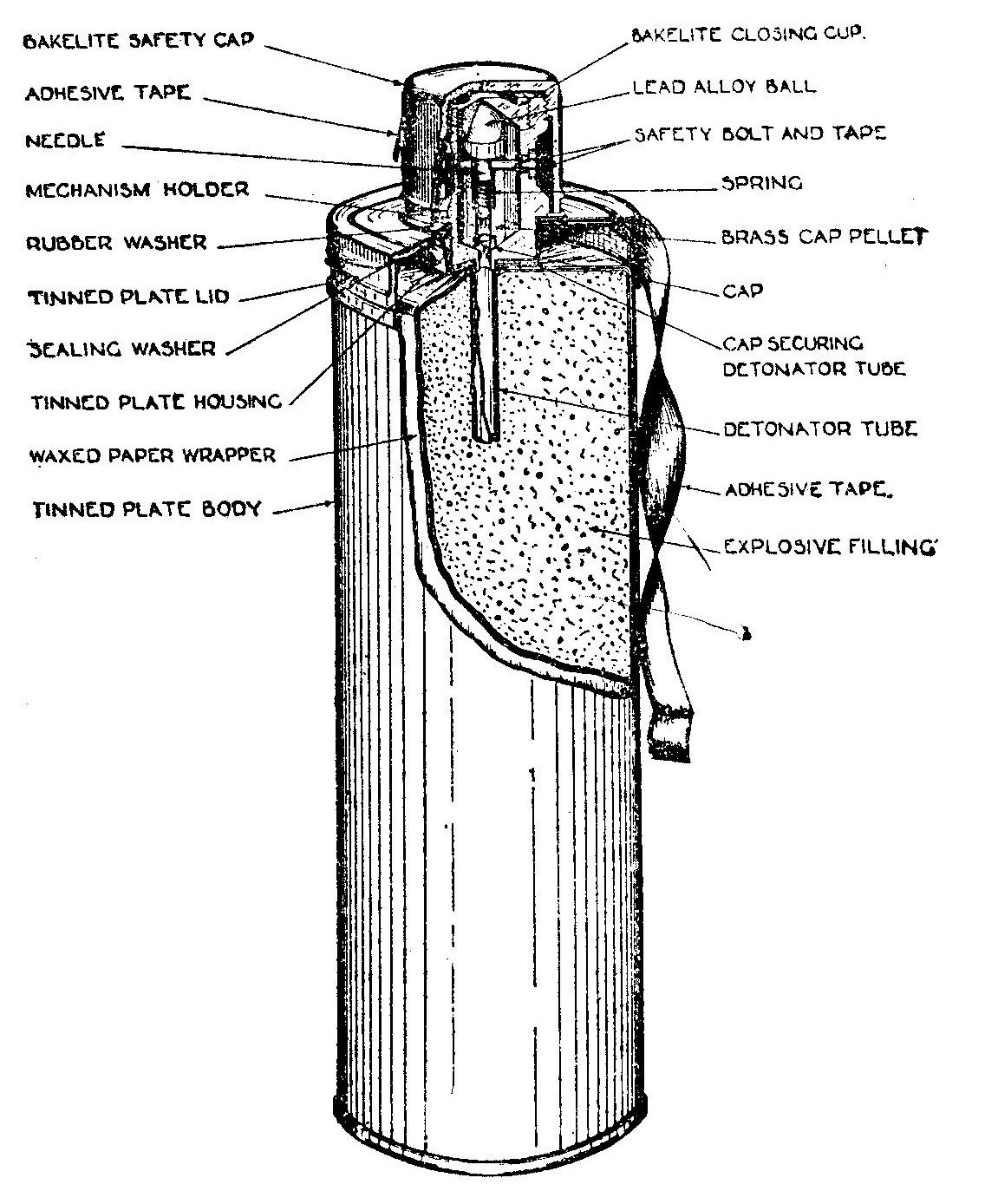
Протитанкова фугасна граната No 73 Mark I. Англійська граната масою 2 кг і з зарядом вибухівки в 1,6 кг

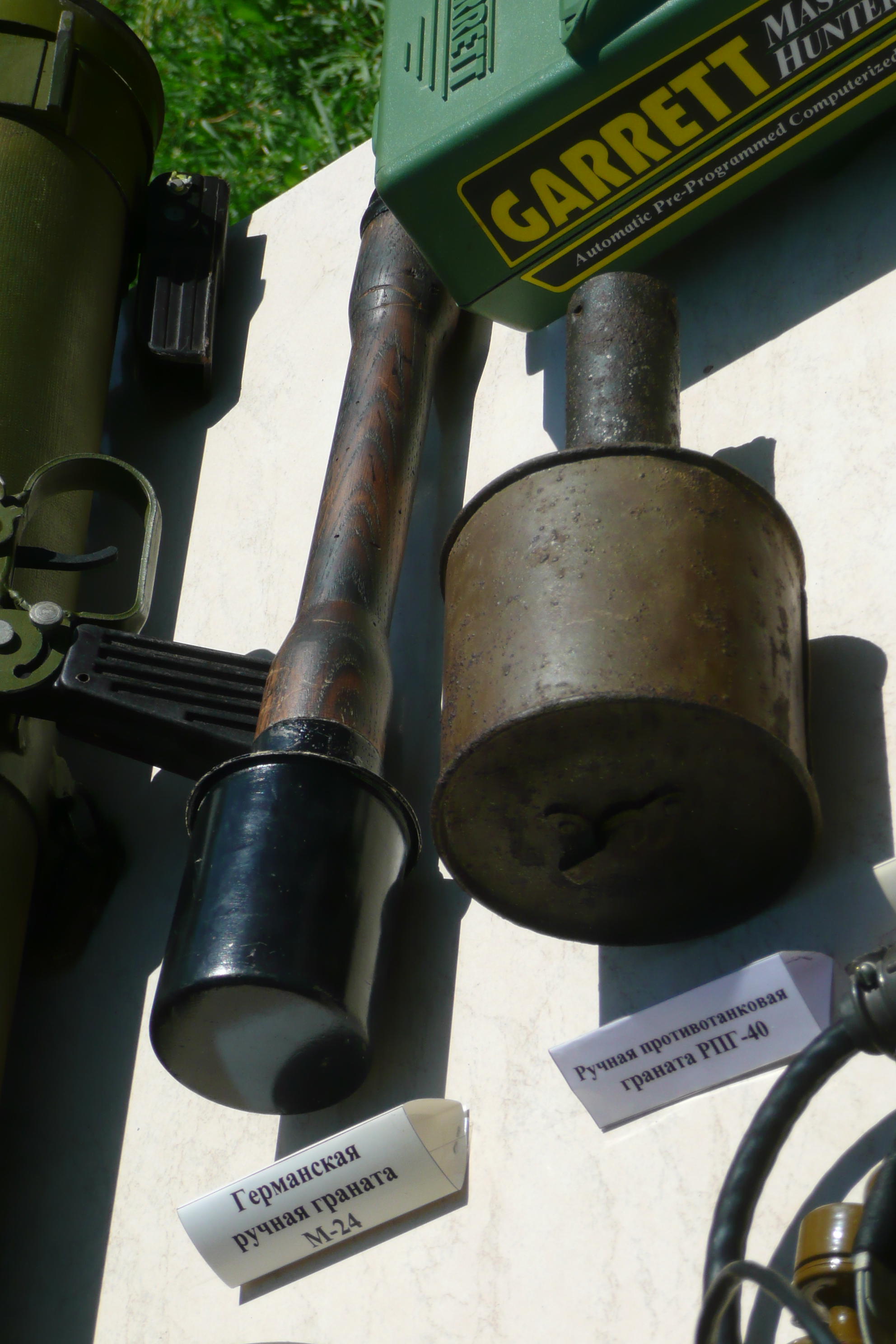
Порівняння гранати РПГ-40 з німецькою M-24

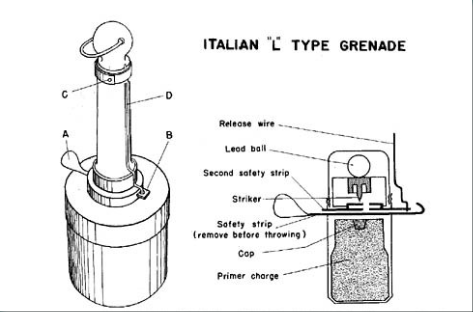
Італійська ручна протитанкова граната Тип Л. Маса: 2040 г. Заряд тротилу: 1500 г.

Протитанкова граната — вибуховий або запальний пристрій, який застосовується піхотою для боротьби з бронетехнікою з використання мускульної сили або пристроїв, які не належать до категорії артилерійських. Протитанкові міни формально не відносяться до цієї категорії зброї, проте існували універсальні міни-гранати і протибортові міни, аналогічні за будовою до гранат. Протитанкові ракети можуть належати до категорії «гранат», в залежності від національної класифікації такої зброї.

## Ручні гранати
Спочатку основним видом зброї самооборони піхоти проти броньованих машин стали ручні протитанкові гранати. Їх перші зразки являли собою досить важкий (близько 1 кг) заряд вибухової речовини, який необхідно було кидати, здатний при щільному приляганні своєю фугасною дією роздрібнити 15-20 мм броні. Прикладом такої зброї є радянські гранати РПГ-40 та РПГ-41 (зі збільшеним до 1400 г зарядом вибухової речовини і з підвищеною до 25 мм бронебійністю). Бойова ефективність протитанкових гранат дробної дії, виявилася вельми невисокою через небезпеку для гранатометника, який повинен був точно закинути важку гранату наблизившись до танку, а потім спробувати сховатися від потужного вибуху, що обмежувало ефективне застосування таких гранат.
Перші протитанкові гранати представляли із себе саморобні пристрої. Німці першими під час Першої світової війни придумали імпровізовані протитанкові гранати, зв'язавши кілька корпусів поширеної гранати Stielhandgranate без руків'я з однією гранатою з ручкою, щоб створити одну більш потужну гранату. В бою гранату закидали на дах або під днище танку який повільно рухався (2-3 км/год), де броня була найбільш тонкою. Така ж граната застосовувалася німцями під час Другої світової війни. Позаяк граната споряджалася переважно сурогатами, вона не мала могутньої ні фугасної, ні бризантної дії. Щоб завдати значної шкоди важкій бронетанковій техніці РСЧА, німецькою піхотою практикувався ризикований прийом: зв'язка гранат з 3-5 штук за допомогою поясного ременя підсувалася під кормову нішу башти танка і підривалася; дистанції детонатора гренадеру цілком вистачало, щоб зістрибнути з рухомої машини і сховатися від вибуху. У разі успіху башту зривало з погона або принаймні заклинювало. Для ураження танка прориву КВ-2 було дуже дієвим засобом закинути гранату до стволу 152 мм гаубиці, якою той був озброєний. Навіть якщо у стволі на момент вибуху не було снаряда, сам ствол втрачав цілісність і при наступному пострілі розривався.
Під час Другої світової війни, солдати всіх армій робили імпровізовані протитанкові гранати, укладаючи кілька оборонних фугасних гранат в мішок. Через їх велику вагу, такі пристрої зазвичай застосовувалися з дуже близької відстані або ж безпосередньо містилися у вразливих місцях на ворожій техніці, що звичайно було дуже небезпечним прийомом. Інший метод, який використовували, наприклад бійці британського ополчення 1940 року, передбачав закладку динаміту або якого-небудь фугасного заряду в товсту шкарпетку яку змащували густим мастилом, який до застосування клали у відповідну до розміру консервну банку. Для застосування боєць підпалював бікфордів шнур і вийнявши пристрій з банки, кидав його у напрямку башти танка в надії, що вона прилипне до броні до вибуху. У разі успіху, це викликало внутрішнє розтріскування броньового листа, вражаючи екіпаж танка. Невідомо, застосовувався успішно цей тип імпровізованої протитанкової гранати коли-небудь в бою. До кінця 1940 року англійці ввели в експлуатацію спеціально розроблену клейку протитанкову гранату, відому як «Липка граната» (англ. Sticky Bomb).

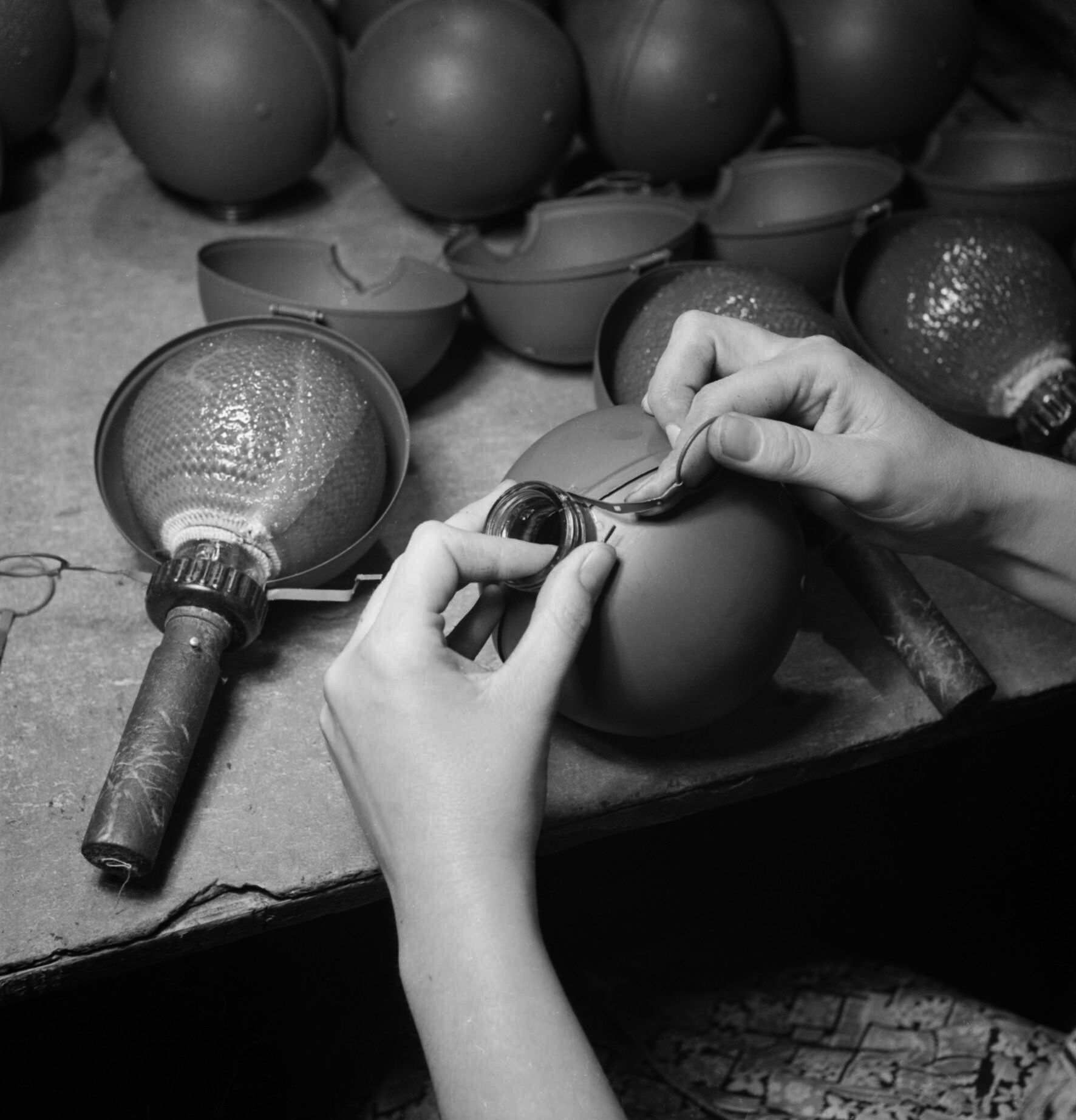
Липка бомба

«Липка бомба» — британська протитанкова граната, вироблена під час Другої світової війни була одним з видів протитанкової зброї, яка була розроблена для використання в британській армії і ополченні в якості спеціального вирішення проблеми відсутності достатньої кількості протитанкових гармат у період після евакуації Дюнкерка. Розроблена групою військового відомства MD1, яка включала майора Мілліса Джефферса та Стюарта Макре, граната складалася з скляної сфери, яка містила нітрогліцерин, покритий потужним клеєм, в оточенні листового металевого корпусу. Коли солдат витягав чеку на ручці гранати, корпус розкривався і відкривав сферу; інша чека активувала спусковий механізм, і солдат повинен був потім спробувати прикласти гранату до одного з ворожих танків або іншого транспортного засобу з достатньою силою для розлому скляної сфери. Після того як вона була прикріплена до борту, відпускався важіль на ручці, який активував п'ятисекундний запобіжник, який потім підривав нітрогліцерин.

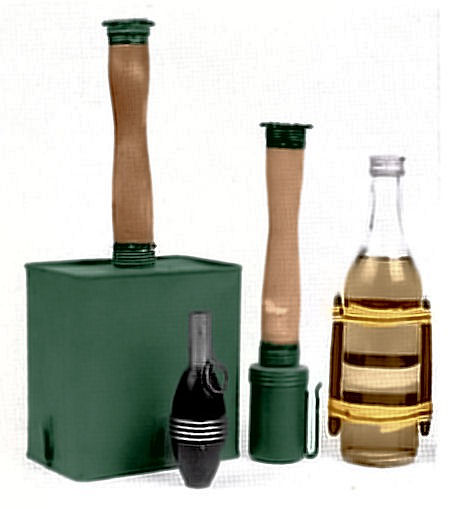
Фінські гранати часів Зимової війни. Важка фугасна граната ліворуч. Гачок на коробі був призначений для закріплення гранати на танку, що було не виключено у разі, якщо моторне відділення було вкрите сіткою-рабицею.

Під час Зимової війни фінська армія, якій катастрофічно бракувало ефективної протитанкової зброї, широко використовувала важкі фугасні гранати. Фіни використовували кілька варіантів фугасних гранат в залежності від типу радянських бронемашин. Вважалося, що для пошкодження гусениці досить було 1-2 кг тротилу. Вибух часто розбивав 3-4 траки гусениці, дещо пошкоджуючи коток. Вдало розташована граната руйнувала коток. Нерідко ушкоджувався і балансир, вірніше розбивався його підшипник. Трьох кілограм тротилу, коли заряд був закинутий на дах моторного відділення танка було достатньо, щоб знищити будь-який танк, який використовується у війні. Крім фабричних гранат фугасного типу солдатами найчастіше виготовлялися кустарні пристрою з блоків вибухівки, прикріплених дротом до дощечки.
У лютому 1940 року фінська армія отримала настанову по застосуванню фугасних гранат, в якій було наведено кількість тротилу, достатню для виведення з ладу різних танків і бронемашин:
- 2 кг було достатньо, для знищення 6-тонних бронемашин (Т-38)
- 3 кг було достатньо, для знищення 12-тонних бронемашин (Т-26, БТ-7)
- 4 кг було достатньо, для знищення 30-тонних бронемашин (Т-28)

### Ручні протитанкові гранати або метальні міни з кумулятивними головними частинами

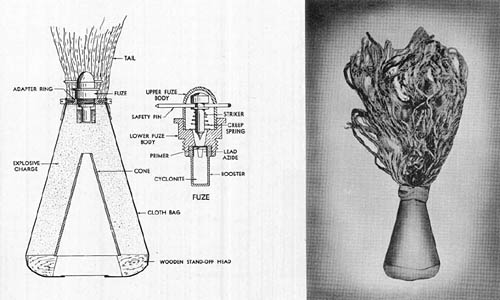
Японська метальна кумулятивна граната часів ДСВ

Теоретична пробивна здатність кумулятивних снарядів пропорційна довжині кумулятивного струменя і квадратному кореню відношення щільності облицювання воронки до щільності броні. Практична глибина проникнення кумулятивного струменя у монолітну броню існуючих боєприпасів варіюється в діапазоні від 1,5 до 4 калібрів. Середня дальність кидка становить 18-20 метрів. Якщо солдат в окопі і танк іде на нього, рекомендується лягти на дно окопу, пропустити танк над собою і метнути гранату в корму.
Ще 1888 року американець Чарльз Манро досліджував і докладно описав кумулятивний ефект у своїх роботах. Проте з тієї чи іншої причини у військових цілях ці розробки були використані лише через півстоліття. У Радянському Союзі в 1925—1926 роках вивченням зарядів вибухових речовин з виїмкою займався професор М. Я. Сухаревський. Спочатку кумулятивні снаряди називалися бронепрожигаючими, бо вважалося — виходячи з форми пробитої воронки, — що саме вони пропалюють броню. Насправді ж при підриві заряду температура облицювання досягає лише 200—600 °C, що значно нижче температури її плавлення.
1938 року Франц Томанек (нім. Franz Rudolf Thomanek) у Німеччині і Генрі Мохоупт у США незалежно один від одного відкрили ефект збільшення пробивної здатності при застосуванні металевого облицювання конуса. Попри це, кумулятивні протитанкові гранати отримали широке поширення лише до середини Другої світової війни. Радянська рушнична граната ВПГС-41 (рос. Винтовочная протитанкова граната Сердюка зразка 1941 року) вироблялася в 1941—1942 роках як протитанкова зброя, але через невисокі якості та небезпечність конструкції широкого застосування не отримала і була замінена ручними протитанковими гранатами. Пізніше з'явилися ручні протитанкові гранати або метальні міни з кумулятивними головними частинами, наприклад, радянські РПГ-43, РПГ-6 або німецькі PWM-1L. Бронепробиття зросло до 70-100 мм при зустрічі з перешкодою під прямим кутом, що для багатьох типів танків завершального періоду війни було вже недостатньо. Крім того, для ефективного виведення танка з ладу був потрібен цілий набір умов, що додатково знижувало ефективність ручної метальної зброї з кумулятивною бойовою частиною.

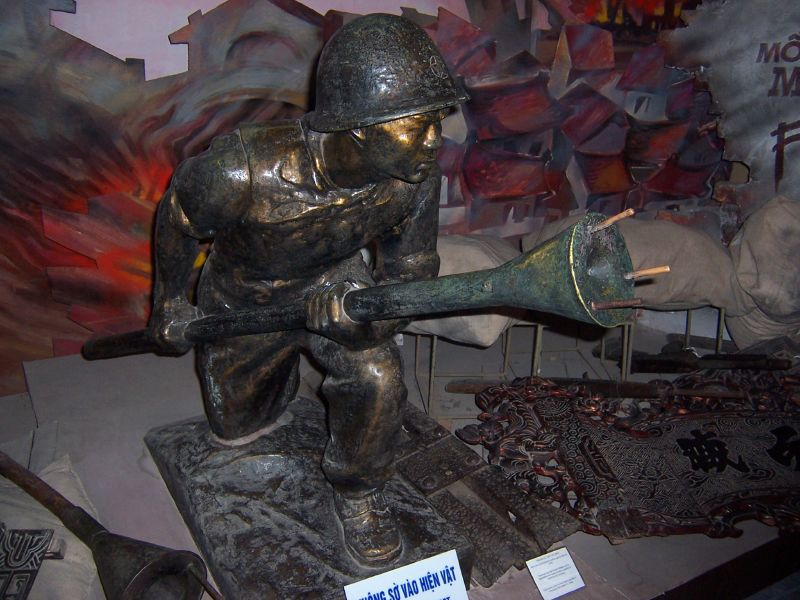
Статуя солдата В'єтміня з протитанковою зброєю. (Музей Армії в Ханої)

Наприкінці Другої світової війни японці, не маючи достатньо ефективною протитанкової артилерії і піхотних протитанкових засобів, часто застосовували тактику самогубних атак, посилаючи проти американських танків своїх піхотинців з ранцевими, магнітними мінами і протитанковими гранатами, і використовували смертників-камікадзе, озброєних кумулятивною гранатою на жердині в якості зброї, проти американських танків. Після цього аналогічну зброю також використовували в'єтнамці в ході В'єтнамської війни. Камікадзе повинен був використовувати гранату в якості протибортової міни забезпечуючи оптимальний кут нахилу по відношенню до броні, що забезпечувало ураження броні завтовшки до 150 мм. Однак до кінця війни японські протитанкові камікадзе (Тейсінтай) були малоефективними, тому що американські війська завжди супроводжували танки сильними підрозділами морської піхоти. Танкові битви як на Східному або Західному фронтах у Європі, були рідкісні. Основний тягар боїв на Тихому океані несла піхота, яка супроводжувала танки і була у змозі захистити їх від ворога.
1950 року прийнята на озброєння РКГ-3 — кумулятивна граната ударної дії. В польоті граната стабілізується і летить донною частиною вперед, для цього під час польоту розкривається тканинний стабілізатор у формі конуса. При влучанні в ціль граната пробиває броню товщиною до 150 мм. Для боротьби з сучасними танками, оснащеними динамічним захистом, ці гранати вже мало придатні, але з БМП, БТР та іншими бронемашинами вони легко справляються.
Наприкінці 1970-х керівництво армії США було стурбоване відсутністю протитанкових засобів у своїх тилових частинах, необхідних для боротьби з десантованими з повітря у тил ворожими бронемашинами. Коли армія США попросила розібратися з цією справою, армійські інженери запропонували скопіювати протитанкову гранату виробництва НДР (AZ-58-K-100), яка була здобута американською розвідкою. Ця концепція була названа «ХАГ» (англ. High explosive Antiarmor grenade, HAG — фугасна протитанкова граната), бо за армійською термінологією кумулятивні протитанкові боєприпаси називалися англ. High explosive Anti-tank, HEAT. Тоді як цивільні інженери, які працювали для армії США, думали, що це була чудова ідея, вона була негайно відкинута, бо майже всі старші офіцери армії США з досвідом воєнних дій вважали, що ця зброя буде більш небезпечною для своїх військ, ніж для ворога. Розробки були тихо покладені «на полицю» до середини 1980-х років. Це рішення залишило багато тилових частин без протитанкової зброї, більш ефективної, ніж великокаліберний кулемет M2.

## Рідинні запальні гранати

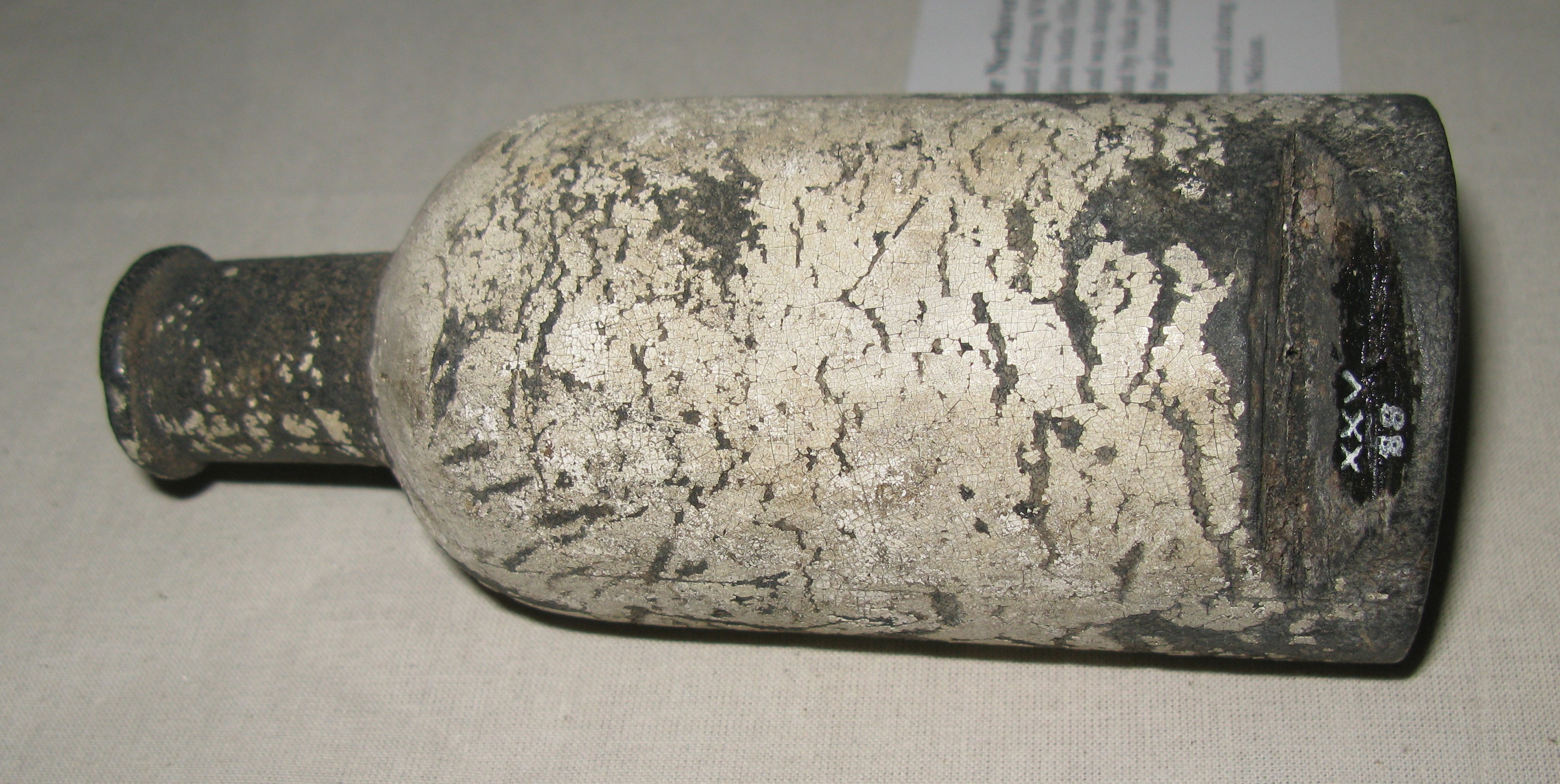
Пляшка із запальною сумішшю британського ампуломета Northover Projector

Звичайна конструкція — скляна пляшка, що містить горючу рідину, і запал (в самому примітивному варіанті на шийці закріплена змочена пальним ганчірка). При використанні запал підпалюють і кидають пляшку в ціль, скло розбивається, горюча рідина розтікається і запалюється від запалу. Зазвичай містять спирт і бензин, але використовувалися й інші горючі рідини. Для створення задимлення додавався дьоготь або кам'яновугільна смола.
При попаданні в ціль скляна пляшка розбивається, горюча суміш розливається по поверхні мети і запалюється від палаючої пробки. «Коктейлі Молотова» застосовуються головним чином проти автомобілів і бронетехніки. При кидку основною метою є потрапляння палаючої рідини в моторне відділення. Використання пов'язане з ризиком для життя через необхідності дістатися цілі на відстані кидка. В цілому ефективність пляшкових атак проти бронетехніки невелика — для ураження двигуна необхідно потрапити у вентиляційні решітки позаду башти, а для цього потрібно перебувати збоку або позаду від танка, що зазвичай можливо лише в умовах міської герильї, або кинувши пляшку з окопу, який в цей момент перетинає танк.
Під час Другої світової війни вентиляційні решітки танків стали закривати рабицею. Завдяки цьому пляшки пружинили і, не розбиваючись, скочувалися з танка. Сучасні танки обладнані надійними засобами захисту від пляшок з горючою сумішшю, хоча пошкодження вогнем зовнішніх деталей танка може призвести до зниження його боєздатності. Для британського ампуломета Northover Projector пляшка із запальною сумішшю була штатним боєприпасом.

## Гвинтівкові гранати

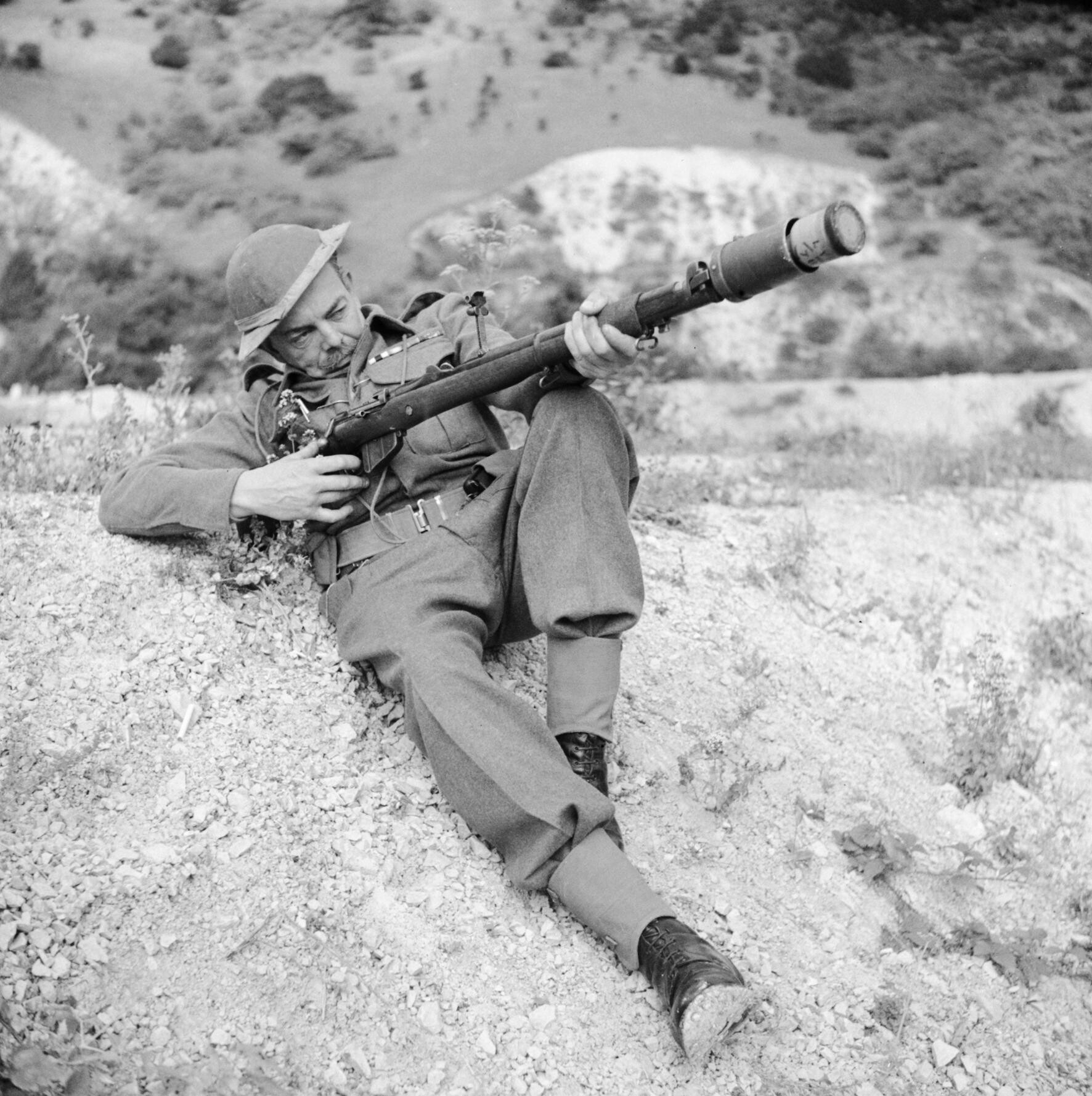
Член Британського ополчення демонструє гвинтівку, обладнану мортиркою, яка заряджена протитанковою рушничною гранатою No. 68 AT Grenade, 3 серпня 1942 року.

У 20-30-і рр. на озброєнні РСЧА стояв дульнозарядний «гранатомет Дьяконова». Гранатомет Дьяконова складався з мортирки, прицілу-квадранта і сошки. Його використовували для ураження осколковою гранатою живої сили противника. Ствол мортирки калібру 41 мм мав три гвинтових нарізи. Вона жорстко кріпилася у чашечці, яка нагвинчувалася на шийку. Та своєю чергою надягалася на ствол гвинтівки і фіксувалася на мушці вирізом. У той же час постало питання про надання цьому гранатомету «протитанкових» властивостей. Під час війни на озброєння була прийнята граната ВКГ-40. Її корпус мав обтічну форму, на циліндричній частині три провідних виступи. У хвостовій частині, конічної форми, монтувався донний детонатор, який включав інерційне тіло, капсуль-детонатор, дротяну чеку і додатковий детонатор. Донну частину закривав ковпачок. Для відстрілювання гранати використовувався спеціальний холостий набій з 2,75-грамовим зарядом пороху марки П-45 або ВП. ВКГ-40 використовувалася дуже обмежено. Це пояснюється низькою щільністю стрільби і недооцінкою рушничного гранатомета. Втім, пізніше на озброєння були прийняті гвинтівкові протитанкові гранати ВГ-44 і ВГ-45 до карабінів.
На початку 1942 року на озброєння була прийнята шомпольна ВПГС-41 («гвинтівкова протитанкова граната Сердюка зразка 1941 року»), створена в конструкторському бюро Наркомату вугільної промисловості, керівником якого був Сердюк. ВПГС-41 складалася з обтічного корпус в якому був розміщений кумулятивний заряд, детонатор і хвіст-«шомпол», який вставлявся в ствол гвинтівки. На шомпол надягалася обойма зі стабілізатором. При вставлянні шомпола стабілізатор притискався до корпусу. Після вильоту гранати стабілізатор фіксувався на задньому кінці шомпола. Для пострілу використовувався холостий патрон.
Англійцями під час Другої світової проти танків і бронемашин застосовувався 51-міліметровий дульнозарядний гладкоствольний гвинтівковий гранатомет. Спочатку передбачалося, що з цього гранатомета буде вистрілюватися ручна граната Міллса. 1940 року з'явилася граната № 68, яка мала сталевий циліндричний корпус з кумулятивним зарядом (прикривався плоскою кришкою), донний інерційний детонатор, капсуль-детонатор і капсуль-запальник.
Бронепробивність — до 50 мм. У хвостовій частині корпусу був чотирилопатевий стабілізатор. Корпус був пофарбований у жовто-бурий колір із зеленим і червоним пасками. Для пострілу використовували холостий патрон. Гранату № 68 обмежено застосовували у Франції в 1940 році. У 1941-1942 роках її переважно видавали в частини Home Guard (місцевої оборони). Для пострілу також використовувався легкий 51-міліметровий міномет.
В армії Сполучених Штатів за час війни була сформована система рушничних гранат, яка включала протипіхотні, протитанкові, димові і навчальні зразки. Мортирок не було — всі гранати забезпечувалися стабілізаторними трубками, які насаджувалися на «метальні пристосування» — надульник на стволі гвинтівки або карабіна. Гранати вистрілювали відповідними холостими патронами. Протитанкова граната М9А1 мала обтічний корпус, в якому розміщувався кумулятивний бойовий заряд, стабілізаторну трубку, оснащену кільцевим стабілізатором і інерційний донний детонатор. Американські морські піхотинці такі гранати успішно використовували в 1944 році на островах Тихоокеанського регіону проти японських легко броньованих. Для навчання використовували навчальну гранату М11-А2, яка повторювала М9А1 за формою, масою і розмірами
Німецький гранатомет «Schiessbecher» являв собою 30-міліметрову нарізну дульнозарядну мортирку масою 835 г. Ствол угвинчувався в чашечку, яка плавно переходила в шийку. Мортирку одягали на ствол карабіна або гвинтівки і кріпили затискним пристроєм. Приціл кріпили обоймою з гвинтом перед ствольною коробкою ліворуч.
Каліберна граната G.Pz.gr. («мала бронебійна граната») мала оживально-циліндричний корпус. На хвостовій частині — готові нарізи. Кумулятивний заряд прикривав балістичний ковпачок. Для підриву служив донний інерційний детонатор через капсуль-детонатор. Також був додатковий детонатор.
До кінця 1941 року стала ясна неефективність 7,92 мм ПТР PZ.B.-39, тому в 1942 році на його основі створили протитанковий гранатомет «Granatbuche 39» (Gr.B.-39). Для стрільби гранатою Gr.G.Pz.gr. (Gr.G.Pz.gr.46) використовували «метальний» патрон, створений на основі патрона «318» і мав посилений пороховий заряд. Крім того у Німеччині спеціально для сигнального пістолета розробили протитанковий постріл "Wurfgranatpatron 326 HL / LP" надкаліберною гранатою з бронепробивністю 50 мм. Однак через низьку влучності цей дешевий і простий засіб не отримав широкого застосування. Використання нарізного (5 нарізів в каналі ствола) сигнального «Kampfpistole Z» створеного наприкінці 30-х років на основі сигнального гладкоствольного «Вальтера» зразка 1934 року здавалося більш вдалим рішенням. Пістолет перетворювався на гранатомет приєднанням складного прицілу і металевого приклада. Протитанковий постріл "Wurfgranatpatron H62LP" являв собою модифікацію ручної кумулятивної гранати PWM-1. Однак після пострілу на відстані більше 30 м вона починала перекидатися. Протитанкова граната «Panzerwurfkorper 42 LP» розроблена в 1942 році виявилася найбільш вдалою.
Протитанкові гвинтівкові оперені гранати, які мають кумулятивну бойову частину, активно розвивалися перші двадцять років після війни (бельгійська «Енергія», французькі Mle 50 і 61, іспанська G.L.61 і американська М-31). Однак наприкінці 60-х років зростання бронезахисту танків вивело дані гранати з числа протитанкових засобів. Проте залишалася можливість їх застосування проти укриттів і легких бронемашин. Не випадково в позначеннях даних гранат абревіатуру «AT» (anti-tank) змінили «АР» (armour penetrative — «бронебійна»), при цьому кумулятивну бойову частину замінили кумулятивно-осколковою.

## Реактивні гранати

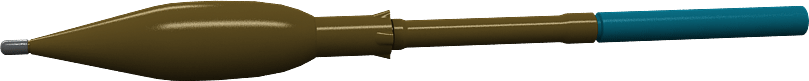
ПГ-7ВЛ «Промінь» з гранатою ПГ-7Л

Для збільшення дальності польоту були створені реактивні гранати. У них розгінний заряд згоряє поступово, розганяючи гранату.
Протитанкові кумулятивні гранати, якими стріляють з гранатометів, мають бойову дальність до 400 метрів і здатні пробивати бетон, цегляну кладку і інші перешкоди.
| Зброя          | Діаметр | Початкова швидкість | Боєголовка                       | Бронепробивність (оцінка) | Далекобійність | Оптичний приціл кратністю |
| -------------- | ------- | ------------------- | -------------------------------- | ------------------------- | -------------- | ------------------------- |
| M67            | 90 мм   | 213 м / с           | 3.06 кг (Кумулятивний боєприпас) | 350 мм                    | 400 м          | 3X                        |
| M2 Carl Gustaf | 84 мм   | 310 м / с           | 1.70 кг (Кумулятивний боєприпас) | 400 мм                    | 450 м          | 2X                        |
| LRAC F1        | 89 мм   | 300 м/с             | 2.20 кг (Кумулятивний боєприпас) | 400 мм                    | 600 м          | 3X                        |
| РПГ-7          | 85 мм   | 300 м/с             | 2.25 кг (Кумулятивний боєприпас) | 320 мм                    | 500 м          | 2.5 X                     |
| B-300          | 82 мм   | 280 м/с             | 3.00 кг (Кумулятивний боєприпас) | 400 мм                    | 400 м          | Н/д                       |

## Навчально-імітаційні гранати
Навчально-імітаційні гранати не лише копіювали форму і вагу, але і імітували вибух гранат звуковим і димових ефектом за допомогою невеликого заряду димного пороху. Зовні вони відрізнялися наявністю отвору в днищі корпусу, через яке при імітації вибуху виходили порохові гази. На відміну від розрізних та навчально-тренувальних гранат, які називалися так само, як і їх бойові прототипи, тільки з додаванням слова «розрізна» або «навчально-тренувальна», навчально-імітаційні гранати мали інші назви: імітуюча РГК-3 мала назву УПГ-8 (навчальна протитанкова граната). Імітаційний запал складається з ударного механізму і імітаційної частини, між якими прокладена перехідна втулка. Ударний механізм влаштований так само, як у запала УЗРГМ, тільки ударник у нього трохи довший. Імітаційна частина також складається з тих же частин, що і у УЗРГМ, але замість капсуля-детонатора вона має спеціальну гільзу з зарядом димного пороху. При повторному використанні гранати змінюється тільки ударник і імітаційна частина запалу. Інші частини запалу і корпус гранати використовуються багаторазово. Навчально-імітаційні гранати дозволяють відпрацьовувати навички метання.

## Захист

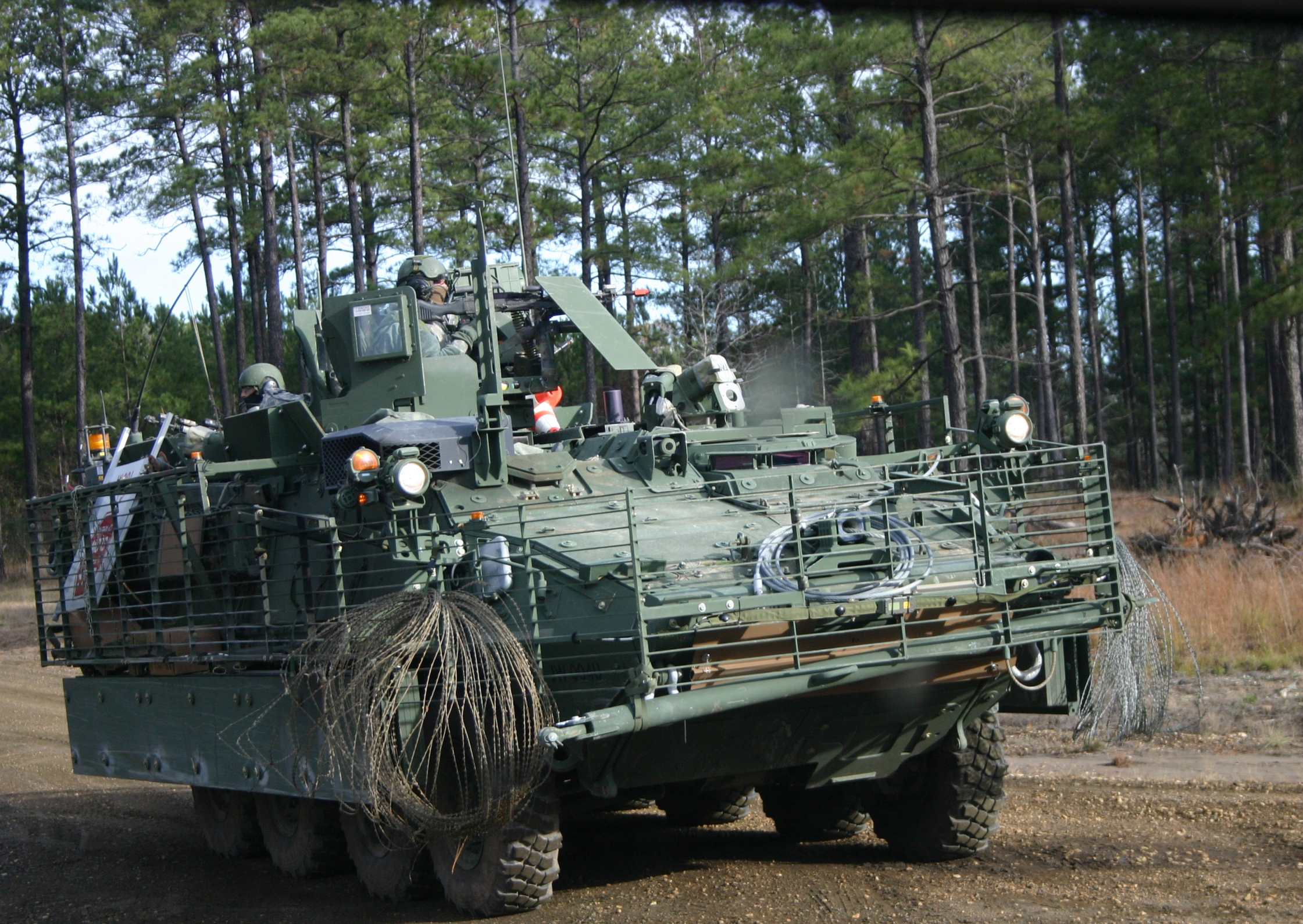

Протикумулятивний екран з'явився як відповідь на створення кумулятивного боєприпасу перед Другою світовою війною в Німеччині. Під час війни радянські танкісти приварювали до броні спеціальні сітчасті екрани фабричного виробництва (помилково інтерпретовані на Заході як панцирні ліжка), тонкі листи заліза й бляхи для захисту від німецької переносної протитанкової зброї з кумулятивними боєприпасами типу «Фаустпатрон», «Панцерфауст» тощо. Широкого застосування протикумулятивні екрани тоді не знайшли, бо за результатами радянських випробувань 1945 року показали себе неефективними проти останніх версій фаустпатронів (з типових дистанцій міського бою броня все одно пробивалася, хоча діаметр пробоїни і зменшувався).
Корпуси німецьких танків «Тигр» покривалися, для запобігання прикріплення до них ручних магнітних мін, спеціальним складом циммеритом. Такі ж міри були прийняті до німецьких танків «Пантера» і САУ останнього періоду Другої світової війни. Однак такі міни використовувалися лише в німецькій армії і не використовувалися її супротивниками, і в той же час нанесення такого покриття було справою важкою і трудомісткою, так що 1944 року, через рік застосування, від нього відмовилися.
Ще під час Другої світової війни було помічено, що ураження танка найчастіше менше, якщо снаряд який уражає танк потрапляє в навішені на броні танка вибухові речовини. Спочатку такі спостереження вважалися хоча і гідними довіри, але практично непридатними, оскільки в ряді випадків страждав не тільки протитанковий снаряд, але і сама броня. Однак сама тема не була закрита, і перші зразки динамічного захисту були розроблені в СРСР наприкінці 1950-х років НДІ Сталі під керівництвом академіка Богдана Войцеховського (Ленінська премія 1965 року); у середині 60-х років аналогічні розробки провели у ФРН інженер-дослідник Манфред Хельд (Manfred Held) — концерн MBB-Schrobenhausen. По ряду причин, таких як достатній рівень захисту радянської бронетехніки до моменту створення динамічного захисту, його виробництво не починалося до середини 80-х років. Вперше динамічний захист, створений на основі німецького досвіду, було встановлена на танках Ізраїлю під час Ліванської війни 1982 року.